# Czarna Dąbrówka
Czarna Dąbrówka (deutsch Schwarz Damerkow, früher Damerkow; kaschubisch Czôrnô Dąbrówka) ist ein Dorf und Sitz der gleichnamigen Landgemeinde im Powiat Bytowski (Bütower Kreis) in der polnischen Woiwodschaft Pommern.

## Geographische Lage
Das Kirchdorf liegt in Hinterpommern, links der Lupow, etwa  40 Kilometer südöstlich von Stolp, 23 Kilometer nordöstlich von 
Bütow und drei Kilometer nordnordwestlich des Dorfs Jerzkowice (Jerskewitz).

Schwarz Damerkow (früher Damerkow), nordnordwestlich des Kirchdorfs Jerskewitz, südöstlich von Stolp (linke Bildhälfte) und südsüdwestlich von Lauenburg in Pommern, auf einer Landkarte von 1910

## Geschichte
Im Jahr 1457 befand sich das Rittergut Schwarz Damerkow neben den Gütern  Kleschinz und Sochow im Besitz von Martin von Puttkamer. 1517 wird die Familie Zitzewitz genannt. Im 16. und 17. Jahrhundert war Schwarz Damerkow ein Lehen der Familien Lettow, Wobeser und Stojentin. Um 1780 gab es in der Ortschaft Schwarz Damerkow ein Vorwerk, sechs Bauern, fünf Kossäten und insgesamt 15 Haushaltungen, und die Ortschaft war damals in Damerkow A und Damerkow B unterteilt. In Damerkow A, das seinerzeit dem Hauptmann Jakob Wilhelm von Puttkamer gehörte, gab es um diese Zeit ein Vorwerk, zwei Bauern und vier Kossäten; in Damerkow B, das zum Gut Puttkamerhof (Niemietzke) gehörte und das sich im Besitz von Johann Christian Ernst von Puttkamer befand, gab es vier Bauern und einen Kossäten. Nach 1800 kam das Rittergut Damerkow an den Hauptmann v. Zeromski. Von dessen Erben kaufte es 1852 Waldemar von Puttkamer, der es bereits 1864 wieder veräußerte. Laut Gutsadressbuch waren weitere Besitzer: 1884 Alexander Schulze, 1910 Ikier, 1828 Harry Ikier und 1938 Hertha Ikier
Am 1. April 1927 hatte das Gut Schwarz Damerkow eine Flächengröße von 846 Hektar, und am 16. Juni 1925 hatte der Gutsbezirk 255 Einwohner. Am 30. September 1928 wurde der Gutsbezirk Schwarz Damerkow in die Landgemeinde Schwarz Damerkow eingegliedert.
Anfang der 1930er Jahre hatte die Landgemeinde Schwarz Damerkow eine Flächengröße von 12,6 km². Innerhalb der Gemeindegrenzen standen insgesamt 74 bewohnte Wohnhäuser an sieben verschiedenen Wohnstätten:
1. Bahnhof Schwarz Damerkow
2. Forsthaus Eckertshof
3. Friedrichshof
4. Georgenthal
5. Langbedacht
6. Leschin
7. Schwarz Damerkow

Um 1935 gab es in Schwarz Damerkow unter anderem drei Gasthöfe, eine Spar- und Darlehnskasse, einen Gemischtwarenladen, eine Bäckerei, zwei Metzgereien, eine Karoffelgroßhandlung, zwei Mühlen, ein Holzsägewerk, fünf Baugeschäfte, eine Schmiede, eine Stellmacherei, eine Tischlerei und eine Sattlerei. 1939 wurden 686 Einwohner gezählt Bis 1941 hatte das Dorf einen beachtlichen wirtschaftlichen Aufschwung erlebt. Am Ort hatten sich Handelsunternehmen, Genossenschaften, Unternehmen der mittelständischen Industrie, Banken und gewerbetreibende Kleinbetriebe niedergelassen.
Bis 1945 bildete Schwarz Damerkow  eine Landgemeinde im Landkreis Stolp im Regierungsbezirk Köslin  der preußischen Provinz Pommern des Deutschen Reichs.
Am 9. März 1945 wurde das Dorf von der Roten Armee besetzt und anschließend zusammen mit ganz Hinterpommern seitens der Sowjetunion der Volksrepublik Polen zur Verwaltung überlassen. Am 15. Juni 1945 wurde im Dorf eine polnische Verwaltungsstelle eingerichtet. Häuser, Gehöfte und Betriebe wurden von Polen beschlagnahmt und besetzt. Schwarz Damerkow wurde unter der polonisierten Ortsbezeichnung ‚Czarna Dąbrówka‘ verwaltet. Die einheimischen Dorfbewohner wurden bis 1947 von der polnischen Administration aus Schwarz Damerkow  vertrieben.
Vor einer Verwaltungsreform war das Dorf von 1975 bis 1998 Teil der Woiwodschaft Słupsk.

## Kirche

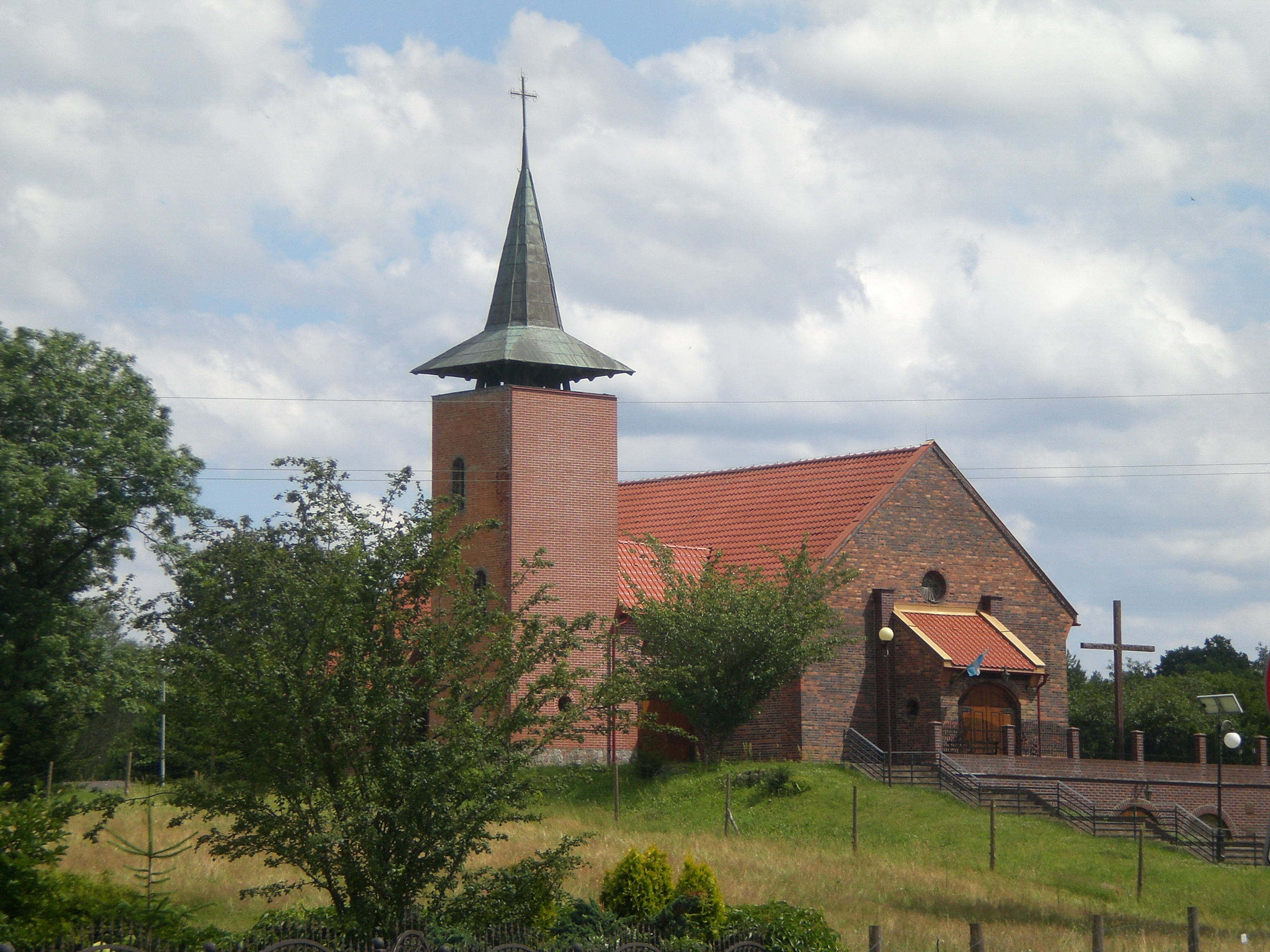
Dorfkirche (2024), erbaut 1936, bis 1945 Gotteshaus der evangelischen Gemeinde Schwarz Damerkow

### Dorf-/Pfarrkirche
In Schwarz Damerkow wurde 1936 eine evangelische Kirche gebaut. Zu den Baukosten von 26.000 Reichsmark gab das Preußische Staatsministerium für kirchliche Angelegenheiten einen Zuschuss von 7000 Reichsmark. Der Wunsch nach einem eigenen Kirchengebäudes entstand wegen der recht großen Entfernung – von drei Kilometern – zum nächsten Kirchdorf Jerskewitz und der wachsenden Einwohnerzahl. 
Die bis dahin evangelische Dorfkirche in Schwarz Damerkow wurde 1945 von der polnischen Administration zugunsten der Römisch-katholischen Kirche in Polen zwangsenteignet und vom polnischen katholischen Klerus ‚neu geweiht‘.

### Kirchspiel/Pfarrei bis 1945
Die Dorfbevölkerung von Schwarz Damerkow war vor 1945 überwiegend evangelischer Konfession. Von den 638 Einwohnern des Jahres 1925 waren 616 Evangelische und 22 Katholiken. Der Ort war in das evangelische Kirchspiel Groß Nossin eingegliedert, das bis 1817 zur Synode Alt Kolziglow, dann zur Synode Stolp  und ab 1871 zum Kirchenkreis Bütow gehörte. Letzter deutscher Geistlicher war Pfarrer Winfried Behling.
Das katholische Kirchspiel war in Stolp.

### Polnisches Kirchspiel seit 1945
Die seit 1945 und Vertreibung der einheimischen Dorfbewohner anwesende polnische Einwohnerschaft ist überwiegend katholisch. Der Ort ist Sitz einer polnischen Pfarrei, in die die Nachbarorte Jerzkowice (Jerskewitz), Karwno (Karwen, mit eigener Filialkirche) und Podkomorzyce (Niemietzke, 1938–45 Puttkamerhof) eingepfarrt sind. Sie gehört zum Dekanat Łupawa (Lupow) im  Bistum Pelplin der Katholischen Kirche in Polen. 
Hier lebende evangelische Polen gehören zur Kreuzkirchengemeinde in Stolp in der Diözese Pommern-Großpolen der Evangelisch-Augsburgischen Kirche in Polen.

## Schule
In der im Jahre 1932 einstufigen Volksschule in Schwarz Damerkow unterrichteten zwei Lehrer in drei Klassen 111 Schulkinder.

## Gmina Czarna Dąbrówka
Die Landgemeinde umfasst 298,28 km² und hat ca. 5700 Einwohner.

## Verkehr
Die Ortschaft liegt im Kreuzungsbereich der Woiwodschaftsstraßen DW 211 (Nowa Dąbrowa (Neu Damerow) – Kartuzy (Karthaus) – Żukowo (Zuckau)) und DW 212 (ehemalige deutsche Reichsstraße 158) (Lębork (Lauenburg (Pommern)) – Bytów (Bütow) – Kamionka (Steinberg)).
Die Bahnstrecke Lauenburg–Bütow, an der Schwarz Damerkow Bahnstation war, wurde 1945 stillgelegt.